# 모락산
모락산(慕洛山)은 대한민국 경기도 의왕시 오전동, 내손동에 있는 높이 385.8m의 산이다. 광교산자락에 위치해있다. 모락산 정상 주변에 모락산성이 있다.
모락산은 주변 조망이 뛰어나 의왕시의 전망대라 불리며 의왕시민들의 도시공원 역할을 하면서 찾는 이들이 폭발적으로 늘어나 산책 삼아 등산하는 이들의 발길이 끊이지 않는다.
모락산 정상(385m)과 모락산 국기봉(383m)은 약 400미터 떨어져있으며, 정상에는 표지석만 있고 주로 이용하는 등산로는 모락산 국기봉이다.

## 등산로
- 개나리APT입구(고천체육공원 옆) → 돼지바위 → 큰범바위 → 팔각정 → 정상 (1시간 소요)
- LG아파트 입구(약수터 옆) → 국기봉 → 팔각정 → 정상 (1시간 소요)
- 계원예술대학 후문(문화의거리) → 쉼터 → 사인암 → 정상 (1시간 소요)
- 포일천주교성당 입구(약수터 옆) → 제1호봉 → 제2호봉 → 사인암 → 정상 (2시간 소요)

## 같이 보기
- 한국의 산
- 모락산 전투
- 의왕모락산성
- 백운호수